# Galium baldense
Galium baldense (лат.) — вид травянистых растений семейства Мареновые (Rubiaceae). Был описан в 1813 году немецким ботаником Куртом Шпренгелем в работе Plantarum Minus Cognitarum Pugillus.

## Описание
Многолетнее травянистое растение высотой 4,5—7 см. Листья тонкие и гладкие, линейно-ланцетные, голые, размерами 0,5—0,8 × 5—7 мм, количеством 8—9. Цветки расположены в пазухах листьев. Венчик желтоватый, диаметром 3—3,5 мм.